# محمد عزيز الغفاري
محمد عزيز الغفاري سباح تونسي من مواليد 19 فيفري 2000. تحصل على ميدالية فضية في سباق 200 متر سباحة حرة في دورة الألعاب العربية 2023 بتوقيت 1:53.70.

## مواضيع ذات صلة
- دورة الألعاب العربية 2023
- تونس في دورة الألعاب العربية 2023